# Herb gminy Żabia Wola
Herb gminy Żabia Wola – symbol gminy Żabia Wola, autorstwa Krzysztofa Rychtera, ustanowiony 22 stycznia 2004.

## Wygląd i symbolika
Herb przedstawia na tarczy dzielonej w słup w polu lewym złotym dwa liście z lewa w skos: zielony dębowy i czerwony bukowy (nawiązanie do rezerwatów przyrody: Skulski Las oraz Skulskie Dęby), natomiast w polu prawym na białym tle pół złotego lwa wystającego zza czerwonego muru (godło z herbu Zaremba).